# Turner (Oregon)
Turner – miasto w Stanach Zjednoczonych, w stanie Oregon, w hrabstwie Marion.